# Flammerans
Flammerans ist eine französische Gemeinde mit 453 Einwohnern (Stand: 1. Januar 2022) im Département Côte-d’Or in der Region Bourgogne-Franche-Comté. Sie gehört zum Arrondissement Dijon und zum Kanton Auxonne. 

## Geographie
Flammerans liegt etwa 33 Kilometer südöstlich von Dijon. Die Saône begrenzt die Gemeinde im Westen. Umgeben wird Flammerans von den Nachbargemeinden Vielverge im Norden, Soissons-sur-Nacey im Norden und Nordosten, Pointre im Osten, Peintre im Südosten, Auxonne im Süden, Poncey-lès-Athée im Westen sowie Lamarche-sur-Saône im Nordwesten.

## Bevölkerungsentwicklung
| Jahr                       | 1962 | 1968 | 1975 | 1982 | 1990 | 1999 | 2006 | 2013 | 2019 |
| Einwohner                  | 317  | 303  | 262  | 322  | 358  | 335  | 392  | 417  | 445  |
| Quellen: Cassini und INSEE |      |      |      |      |      |      |      |      |      |

## Sehenswürdigkeiten
- Kirche Saint-Léger, Monument historique